# 聖迭戈電車藍線
聖地牙哥電車藍線、正式名加州大學聖地牙哥分校電車藍線（英語：UC San Diego Blue Line）是由圣迭戈都会运输系统下聖地牙哥有軌電車公司經營，往返於大學城中心、聖地牙哥市中心和聖伊西德羅美墨邊界的輕軌路線。本路線是聖地牙哥有軌電車系統中四條路線之一，其他三條為橘線、綠線，和銀線。

## 歷史
藍線於1981年開始營運，是聖地牙哥有軌電車中最早的路線，最初行駛於聖地牙哥市中心和美墨邊界的聖思多羅，建造費用為8,600萬美元。1986年時，為和新開業往歐幾里得大街站的「東線」（現在的橘線）區別，本線被稱做「南線」，1996年本線延伸到舊城轉運中心又改稱「南北線」。1997年本線延伸至Mission San Diego時，本線才被稱做「藍線」。
當綠線於2005年7月投入營運時，本線北端終點改回舊城轉運中心，但在尖峰時間時，部份藍線列車會行駛到高通體育館站再到聖思多羅轉運中心。2006年9月3日，因為和綠線電車重疊，尖峰延駛至高通體育館站的服務完全取消，所有藍線電車北端以舊城轉運中心為終點。
藍線電車行經的車站亦有些許更動。在藍線電車開始營運四年後的1985年，丘拉維斯塔的灣前／E街站開業；同時，C街上位於第五大街和第六大街間的「市中心」站改為「第五大街」站。芬頓園道站於2000年開業，但現在是綠線上的一站。

### 2012年路線調整
2012年9月2日時，藍線取消美國廣場和舊城轉運中心間的服務，但在往大學城的中區海岸延伸線完工後，藍線將再行駛在這段路線上。藍線班距白天為15分，平日尖峰時段則為7分半，夜間則為30分。

## 行經車站
| 聖地牙哥電車藍線 （聖思多羅 - 聖地牙哥市中心 - 大學城中心） |                |      |          |        |        |                                         |
| 站名                                                        | 轉乘路線       | 公車 | 傳統鐵路 | 停車場 | 詢問處 | 備註                                    |
| 大學城中心 UTC Transit Center                               |                |      |          |        |        | 服務Westfield UTC                       |
| 行政道 Executive Drive                                      |                |      |          |        |        |                                         |
| 加州大學聖地牙哥分校拉霍亚醫院 UC San Diego Health La Jolla |                |      |          |        |        | 服務加州大學聖地牙哥分校医院            |
| 加州大學聖地牙哥分校中心校園 UC San Diego Central Campus    |                |      |          |        |        | 服務加州大学圣地亚哥分校中心            |
| 退伍軍人醫院 VA Medical Center                              |                |      |          |        |        | 服務圣地亚哥退伍军人医院                |
| 諾貝爾道 Nobel Drive                                        |                |      |          |        |        |                                         |
| 巴爾沃亞大街 Balboa Avenue                                  |                |      |          |        |        |                                         |
| 克萊爾蒙特道 Clairemont Drive                               |                |      |          |        |        | 服務Mission Bay                         |
| 特科洛特路 Tecolote Road                                    |                |      |          |        |        | 服務聖地牙哥海洋世界                    |
| 舊城公共交通中心 Old Town Transit Center                    | 綠線           |      | 美鐵     |        |        | 可前往舊城歷史公園 可轉乘綠線           |
| 華盛頓街 Washington Street                                  | 綠線           |      |          |        |        |                                         |
| 中城 （Middletown）                                         | 綠線           |      |          |        |        |                                         |
| 郡中心／小義大利 County Center/Little Italy                 | 綠線           |      |          |        |        |                                         |
| 聖塔菲車站 Santa Fe Depot                                   | 綠線           |      | 美鐵     |        |        | 可轉乘綠線                              |
| 美國廣場 America Plaza                                      | 銀線           |      |          |        |        | 可前往One America Plaza                 |
| 市民中心 （Civic Center）                                   | 橘線 銀線      |      |          |        |        | 可前往市政廳和霍頓廣場                  |
| 第五大街 Fifth Avenue                                       | 橘線 銀線      |      |          |        |        |                                         |
| 城市學院 （City College）                                   | 橘線 銀線      |      |          |        |        | 可前往聖地牙哥市學院和聖地牙哥高中      |
| 公園與市場 （Park & Market）                                | 橘線 銀線      |      |          |        |        |                                         |
| 12街與帝國大街轉運中心 12th & Imperial Transit Center       | 綠線 橘線 銀線 |      |          |        |        | 可前往沛可球場 可轉乘綠線、橘線，和銀線 |
| 巴里奧洛根 （Barrio Logan）                                 |                |      |          |        |        | 可前往奇卡諾公園                        |
| 港邊 （Harborside）                                         |                |      |          |        |        |                                         |
| 太平洋艦隊 （Pacific Fleet）                                |                |      |          |        |        | 可前往聖地牙哥海軍基地                  |
| 第8街 8th Street Calle 8                                    |                |      |          |        |        |                                         |
| 第24街 8th Street Calle 24                                  |                |      |          |        |        |                                         |
| E街 E Street Calle E                                        |                |      |          |        |        |                                         |
| H街 H Street Calle H                                        |                |      |          |        |        |                                         |
| 帕洛玛街 Palomar Street                                     |                |      |          |        |        |                                         |
| 棕榈 Palm Avenue                                            |                |      |          |        |        |                                         |
| 鸢尾花大街 Iris Avenue                                      |                |      |          |        |        |                                         |
| 拜尔大道 Beyer Boulevard                                    |                |      |          |        |        |                                         |
| 聖伊西德羅交通中心 San Ysidro Transit Center                |                |      |          |        |        | 可前往美墨邊界聖伊西德羅入境口岸        |

## 未來營運計畫

### 電車系統更新計畫
聖地牙哥有軌電車自1981年開始營運以來已逾三十年，部份設備已到使用年限，部份輕軌車輛也行駛逾250萬英里。電車更新計畫針對藍線、橘線和貨運路線設施做全面性更新。當這項7億2,000萬美元的計畫完成後，旅客和貨運業主將能享有更有效率的服務。這項工程自2010年秋天產開，將在2015年完工。主要項目包含：
1. 新低地板車輛：為加快上下車速度，新購57輛西門子S70電車（英语：Siemens S70）取代現有車輛，這會使部份乘客可直接使用車上所附斜坡上車，而不是輪椅升降機甚至梯子。這些新電車將在2014年初投入藍線服務。
2. 車站設施改善：為了讓前述新車能在藍線行駛，現有車站月臺需進行加高。除此之外，車站亦會設置較大的遮雨棚、座椅、垃圾桶，及顯示列車狀態的電子告示牌。月臺也會以較美觀的方式重新鋪面。
3. 軌道和號誌更新：除了對軌道、架空電車線、電力設備、號誌系統更新外，同時新設橫渡線以利單線運轉，並增設光纖通訊線。

### 中區海岸（Mid-Coast）延伸線
目前主要電車軌延伸計畫是將藍線向北延伸到加州大學聖地牙哥分校（UCSD）和大學城中心（University Towne Center, UTC），目標在紓解尖峰時間往返大學城、UCSD和市區的交通流量。這項工程將在2015年展開，並在2018年投入服務。

## 圖輯
- 舊城轉運中心準備搭乘藍線電車的乘客。2008年3月
- 一辆在 E 街车站的蓝线轻轨